# インディアン・エクスプレス
『インディアン・エクスプレス』（The Indian Express）は、インドの英字新聞。1932年にP・ヴァラダラージュル・ナイドゥによって創刊され、現在はノイダに拠点を置くインディアン・エクスプレス・グループが所有している。長らくラームナート・ゴーエンカーが経営していたが、彼の死後にグループは分裂し、南インド版として新たに『ニュー・インディアン・エクスプレス』が創刊され、『インディアン・エクスプレス』はムンバイを拠点に北インドのみで発行されるようになった。

## 歴史
1932年にアーユルヴェーダの医師P・ヴァラダラージュル・ナイドゥによってマドラスで創刊された。しかし、創刊から間もなく資金難のため経営が行き詰まり、『フリー・プレス・ジャーナル』のS・サダーナンドに経営権を売却した。1933年にはマドゥライに支店を開設し、タミル語版『ディナマニ』を創刊した。また、サダーナンドが改革を実施して『インディアン・エクスプレス』の販売価格を下げることに成功したものの、資金難に陥ったため、持ち株の一部を転換社債としてラームナート・ゴーエンカーに売却した。その後、1935年に『フリー・プレス・ジャーナル』が経営破綻し、『インディアン・エクスプレス』の所有権はラームナート・ゴーエンカーに移った。彼は1939年に『アーンドラ・プラバ』を買収し、同紙と『インディアン・エクスプレス』『ディナマニ』は南インドのシェアの大部分を占めるようになった。
1940年に発生した火事で事務所が焼失したが、ライバル紙だった『ザ・ヒンドゥー』の協力を得て再建を目指し、同紙の印刷所を借りて新聞の発行を再開したほか、『ザ・ヒンドゥー』が所有していた土地を賃貸し、この土地に『インディアン・エクスプレス』のランドマークとなるエクスプレス・エステートを建設した。事務所の移転に際して、ゴーエンカーは新たに高速稼働する印刷機を購入している。地方判事が実施した調査の結果、火事の原因は事務所内の電気回線のショートまたは煙草の消し忘れであり、都市全体の防火対策が不十分な状態だったことから起きた事故と結論付けられた。再建された『インディアン・エクスプレス』は発行部数を伸ばし、1952年には発行部数が4万4469部を記録している。
1991年にゴーエンカーが死去し、インディアン・エクスプレス・グループは2人の孫（マノージュ・クマール・ソンタリア、ヴィヴェーク・ゴーエンカー）が経営を引き継いだ。しかし、1999年にグループは分裂し、『インディアン・エクスプレス』の経営権と北インドの発行権はヴィヴェークが、エクスプレス・パブリケーションズ・マドゥライの経営権と南インドの発行権はマノージュが所有することになった。この結果、マノージュは新たに『ニュー・インディアン・エクスプレス』を創刊している。この間の1996年7月8日から『インディアン・エクスプレス』のインターネット上での発行を開始し、5か月後には一日当たりのアクセス数が70万回を記録するようになった。